# South Eastern Railway

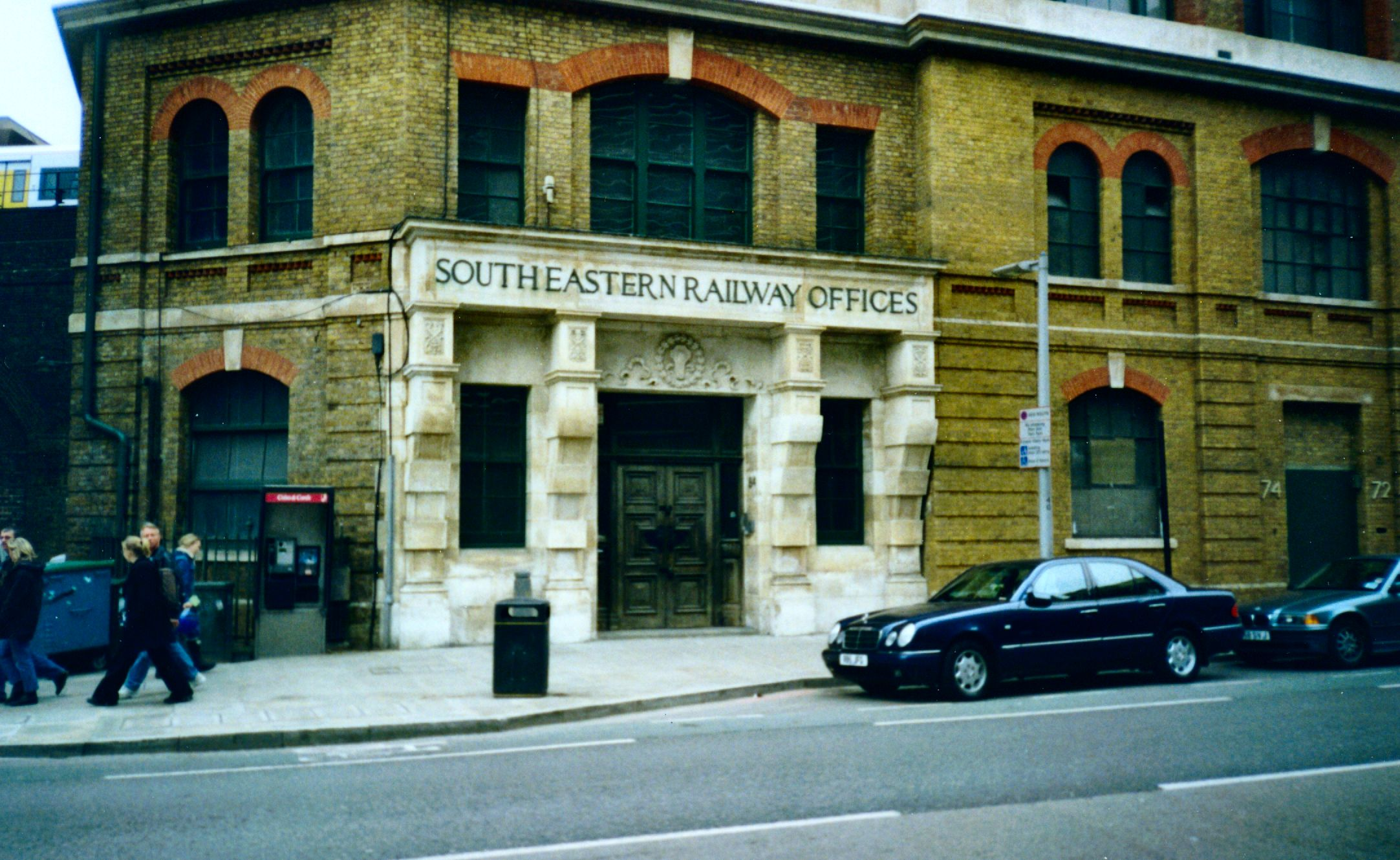
Antiga sede da South Eastern Railway no "84 Tooley Street", Londres.

A South Eastern Railway foi uma linha de comboios que serviu parte de Inglaterra. Através destas linhas de railway, que serviu a capital Londrina, nasceu o Metro de Londres.

## Origens
Houve propostas para uma ferrovia entre Londres e Dover em 1825, 1832 e 1835, mas elas não deram em nada devido à oposição dos proprietários de terras ou às dificuldades de construir uma ponte sobre o rio Medway perto de sua foz. Em 21 de junho de 1836, o Parlamento do Reino Unido aprovou um Ato Privado (6 Wm.IV., cap.75) incorporando a South Eastern e a Dover Railway, que logo depois mudou para a South Eastern Railway.